# Samuel Eliot Morison
Pour les articles homonymes, voir Morison.
Samuel Eliot Morison est un militaire et historien américain né le 9 juillet 1887 à Boston et mort en 15 mai 1976 dans la même ville. Il a terminé sa carrière militaire en tant que rear admiral. Il est reconnu pour son travail concernant l'histoire maritime, ayant récolté de nombreuses distinctions, dont deux prix Pulitzer, deux prix Bancroft et la médaille présidentielle de la Liberté.

## Ouvrages
- 1921 : Maritime History of Massachusetts
- 1942 : Admiral of the Ocean Sea (biographie de Christophe Colomb)
- 1947-1962 : History of United States Naval Operations in World War II (15 volumes)
- 1959 : John Paul Jones (biographie)
- 1948 : The Rising Sun in the Pacific (histoire de la marine japonaise)
- 1965 : The Oxford History of the American People
- 1967 : The Life of Commodore Matthew C. Perry (biographie)
- 1972 : Samuel de Champlain, Father of New France (biographie)
- 1971-1974 : The European Discovery of America: The Northern Voyages (découverte et exploration de l'Amérique)[1]

## Récompenses littéraires
- Prix Pulitzer pour sa biographie Admiral of the Ocean Sea (1943)
- Prix Pulitzer pour sa biographie John Paul Jones (1960)
- Prix Bancroft pour The Rising Sun in the Pacific (1949)
- Prix Bancroft pour The European Discovery of America: The Northern Voyages (1972)